# 大野誠 (衛生学者)
大野 誠（おおの まこと、1932年2月16日 -2022年7月6日 ）は、日本の衛生学者。医学博士（日本大学）。専門は、食品衛生学・大衆衛生学。国際学院埼玉短期大学初代学長。

## 人物
栃木県出身。
1956年日本大学農獣医学部獣医学科卒業。1956年埼玉県熊谷保健所に入所。1963年同保健所退職し、大宮国際料理学院を設立し同理事長。1968年淑徳学園短期大学家政科助教授（1972年まで）。1971年大宮保育学校校長。国際栄養士専門学校校長。学校法人国際学院理事長・同学院長。1983年日本大学より医学博士受く。国際学院埼玉短期大学を設立し同初代学長。1988年国際学院高等学校校長（1999年まで）。1999年山脇学園短期大学栄養科客員教授（2003年まで）。2003年社会福祉法人誠心会（あおぞら保育園）理事長。2008年国際学院埼玉短期大学退職。同名誉学長。
子息は、国際学院埼玉短期大学2代学長大野博之。

## 受賞歴
- 知事賞（1982年）
- 文部大臣賞（1985年）
- 厚生大臣賞（1989年）
- 藍綬褒章（1996年）
- 旭日中綬章（2007年）[1]

## 著書
- 『敦照のこころ　清々しく生きるための50の知恵　自らを映す鏡』現代書院　1995
- 『「親業」という仕事　高校卒業までに教えておかなければならないこと』現代書院　1998
- 『子供に大切なことは、「食卓」で学ばせたい』現代書院　2007
- 『夢は限りなく　辛苦に耐えて　あきらめない心』埼玉新聞社　2013
- 『親の仕事は子の躾』埼玉新聞社　2014

## 参考
- – 大野誠略歴
- – 現代書林著者略歴
- - researchmap